# Ali II ibn Husayn
Ali II ibn Husayn (en árabe: أبو الحسن علي باي‎; 24 de noviembre de 1712-26 de mayo de 1782) o Ali Pachá Bey fue el 4.° bey de Túnez y líder de la dinastía husainí, hijo de al-Husayn I ibn Ali, y hermano y sucesor de Muhammad I al-Rashid.
Cuando su hermano Muhammad I al-Rashid ocupó Túnez el 2 de septiembre de 1756 nombró a Ali como heredero (bey al-Mahalla, 3 de septiembre); Ali le sucedió cuando Muhammad murió el 12 de febrero de 1759. 
El príncipe Sidi Ismail Bey (1742-1780) hijo de Ali I se rebeló inmediatamente pero la revuelta fue reprimida en 1762 y huyó a Argelia, donde murió. Ali II volvió a reclutar a los soldados en el Levante restaurando a los jenízaros, siendo reconocido como gobernador por la Sublime Puerta pero al igual que los demás gozó de una completa autonomía, el bey podía firmar tratados con las potencias extranjeras y la Sublime Puerta no interfería en ningún aspecto de la administración. El 17 de julio de 1766 recibió el título de amir al-umar. Su hijo mayor Sidi Sulayman Bey murió el 30 de diciembre de 1764 y el segundo Muhammad ocupó la posición de heredero.
En 1769/1770 se enfrentó a Francia para la anexión de Córcega y por el monopolio de la pesca de coral, pues Ali, a instancias de Paccioli, un lugarteniente de Pasquale Paoli, rehusaba reconocer la anexión de Córcega y la nacionalidad francesa de los barcos corsos capturados; se declaró el estado de guerra y una escuadra francesa hizo una demostración naval frente a los puertos de Túnez. (junio de 1770) pero con la mediación del yerno del primer ministro Mustafá Khodja se pudo resolver satisfactoriamente, la anexión de Córcega fue reconocida (que conllevó la lenta liberación de los numerosos esclavos corsos en Túnez) y a partir de entonces un cónsul general francés se estableció en el país. 
El 9 de febrero de 1777, enfermo, cedió el poder a su hijo Muhammad ibn Ali conocido como Hammuda Pachá conservando algunas funciones ceremoniales y residiendo en el palacio. Murió en el palacio del Bardo el 26 de mayo de 1782. Tuvo cinco hijos y cinco hijas.
| Predecesor: Muhammad I al-Rashid | Bey de Túnez 1759-1782 | Sucesor: Hammuda Pachá |